# Tyske Transporter paa danske Statsbaner under Besættelsen
|  | Denne artikel er oprettet af botten Steenthbot ud fra en ekstern database. Den kan derfor have sproglige fejl eller mangler. Denne skabelon kan fjernes efter kontrol af indholdet. |

Tyske Transporter paa danske Statsbaner under Besættelsen er en dansk dokumentarisk optagelse fra 1946.

## Handling
Ufærdig DSB-film: Tyske transporter på danske statsbaner under besættelsen. Dampfærgen Helsingborg ankommer til Helsingør med tyske soldater, der er på vej på orlov. Under krigen sejlede færgen kun på ruten mellem 11. oktober 1942 og 28. april 1943, så optagelserne stammer fra denne periode. De tyske soldater bliver transporteret videre af dampfærgen Christian IX, som sejler på Storebælt, mellem Korsør og Nyborg. Tyske civile flygtninge indkvarteres, formentlig i gennemgangslejren i Kolding, hvorfra der fra efteråret 1945 til 1949 blev hjemsendt næsten 200.000 tyske flygtninge med danske tog. Lejrene lå i Vamdrup og Hejlsminde, og de første transporter blev foretaget af Kolding Sydbaner.